# Helgeland

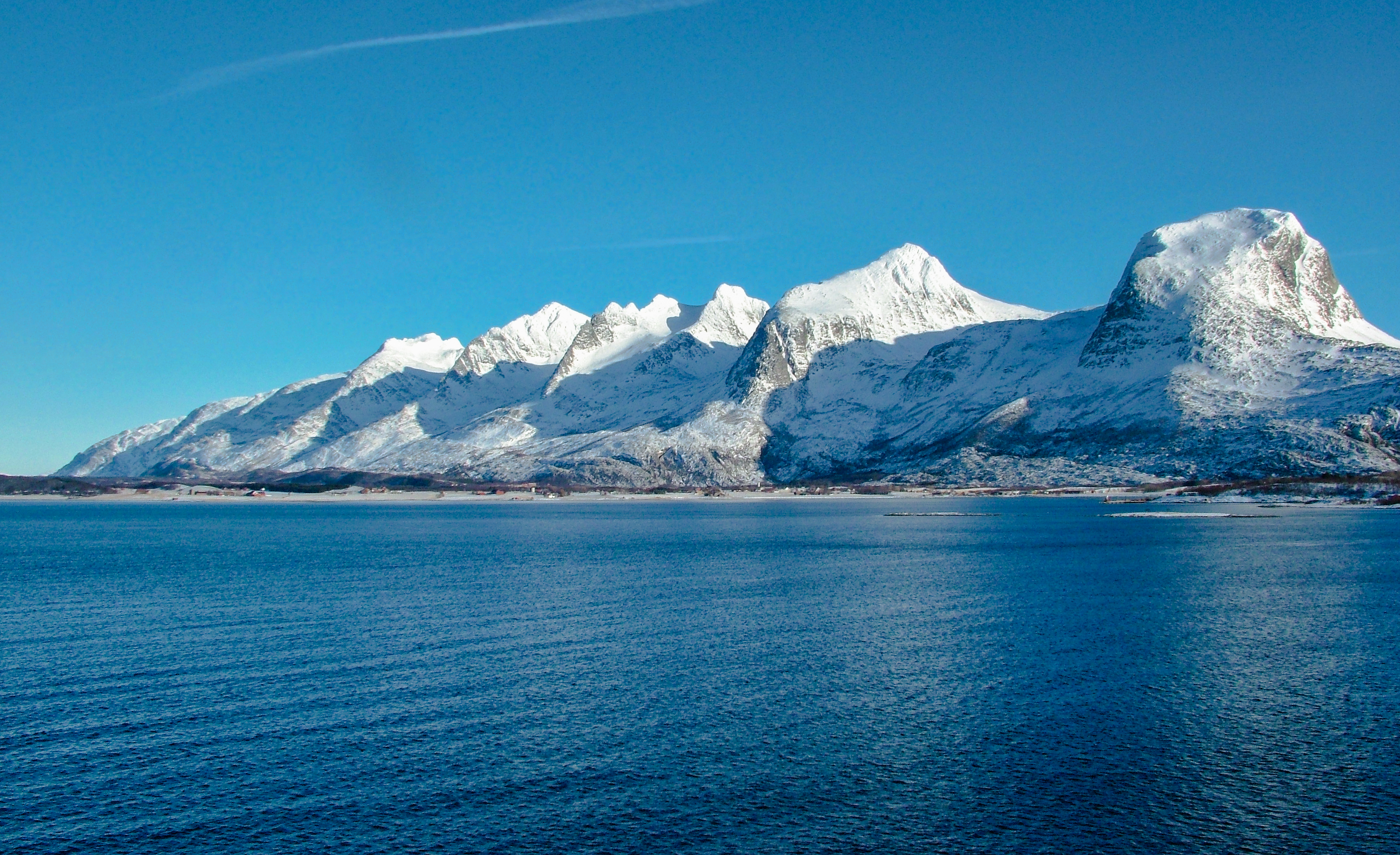
Les Set Germanes a Alstahaug

Helgeland és el districte més meridional del nord de Noruega. En termes generals, Helgeland es refereix a la part del comtat de Nordland que es troba al sud del cercle polar àrtic. Limita al nord amb les muntanyes Saltfjellet i la glacera de Svartisen, que formen una frontera natural amb el districte de Salten. Al sud, Helgeland limita amb el comtat de Nord-Trøndelag.
El districte té una superfície de prop de 18,832 quilòmetres quadrats, amb prop de 79.000 habitants. Hi ha quatre pobles al districte: de sud a nord aquests són Brønnøysund, Mosjøen, Sandnessjøen i Mo i Rana.

## Nom
La forma en nòrdic antic del nom era Hålogaland.

## Geografia

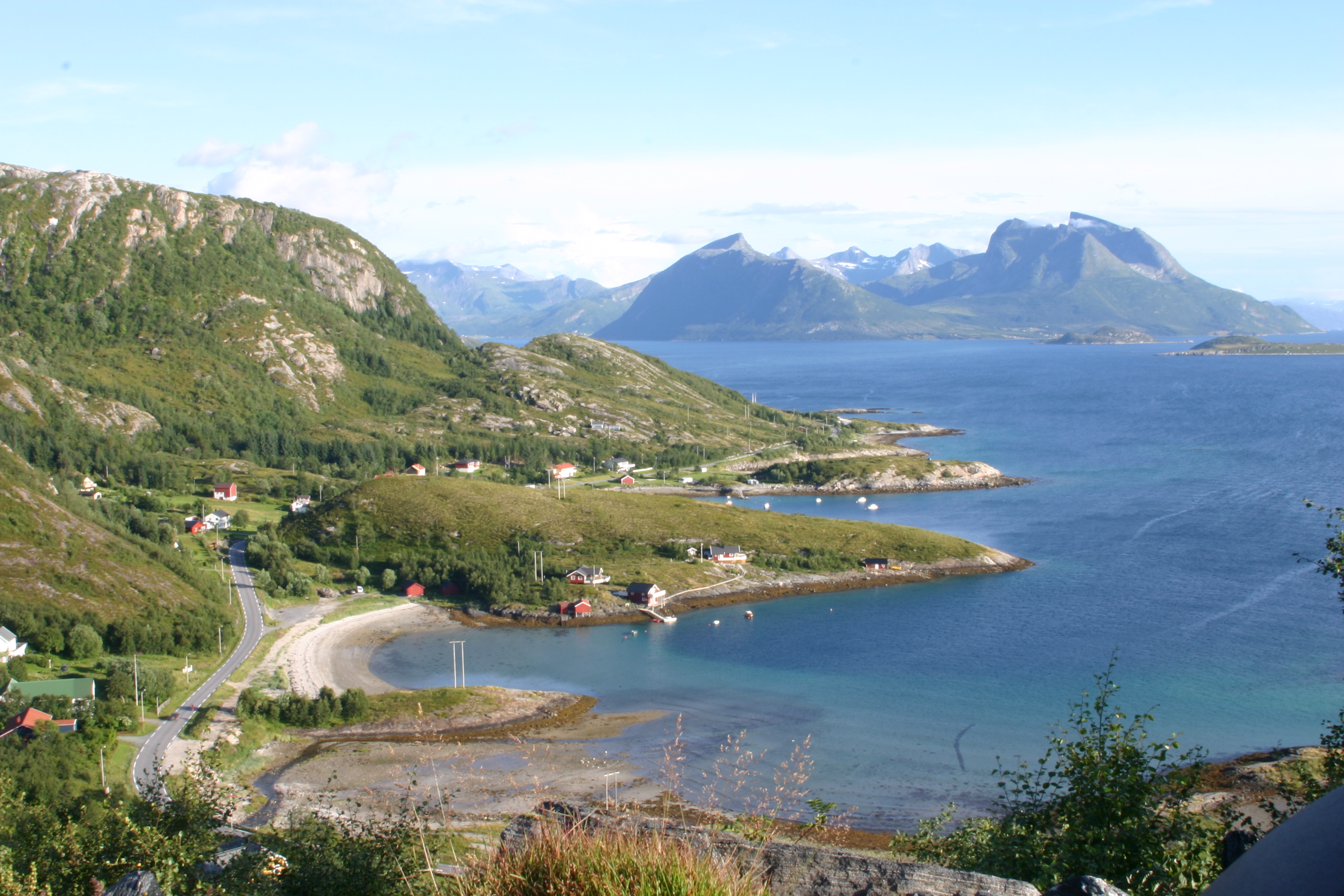
La costa de Lurøy.

Helgeland es divideix en general a les següents seccions:
- Helgeland del sud (o sud-oest), que comprèn als municipis de Bindal, Sømna, Brønnøy, Vega i Vevelstad.
- Helgeland central, que de vegades es subdivideix en dues regions, que es compon dels municipis de Grane, Hattfjelldal i Vefsn, sent la capital de Vefsn la ciutat de Mosjøen.
- Helgeland exterior, que abasta els municipis de Leirfjord, Alstahaug, Herøy i Dønna.
- Helgeland del nord, que abasta els municipis de Hemnes, Rana, Nesna, Lurøy, Træna i Rødøy.

Helgeland es caracteritza per muntanyes escarpades i Strandflaten, una zona de terres baixes de poca profunditat, de vegades per sobre de la superfície del mar, i, de vegades just sota la superfície. Les persones que viuen a la costa s'han assentat en aquesta terra baixa (mentre que les ciutats de l'interior, com Mo i Mosjøen, estan situades a les valls). Una conseqüència de la Strandflaten són milers d'illes i aigües poc profundes que van lluny mar endins. Algunes illes són bastant grans, sovint amb muntanyes úniques, com Torghatten, Les Set Germanes, Hestmannen, Rødøyløva (a Rødøy), Dønnamannen, i Træna. Hi ha diverses colònies d'aus marines, com Lovund (foto) amb milers de frarets.

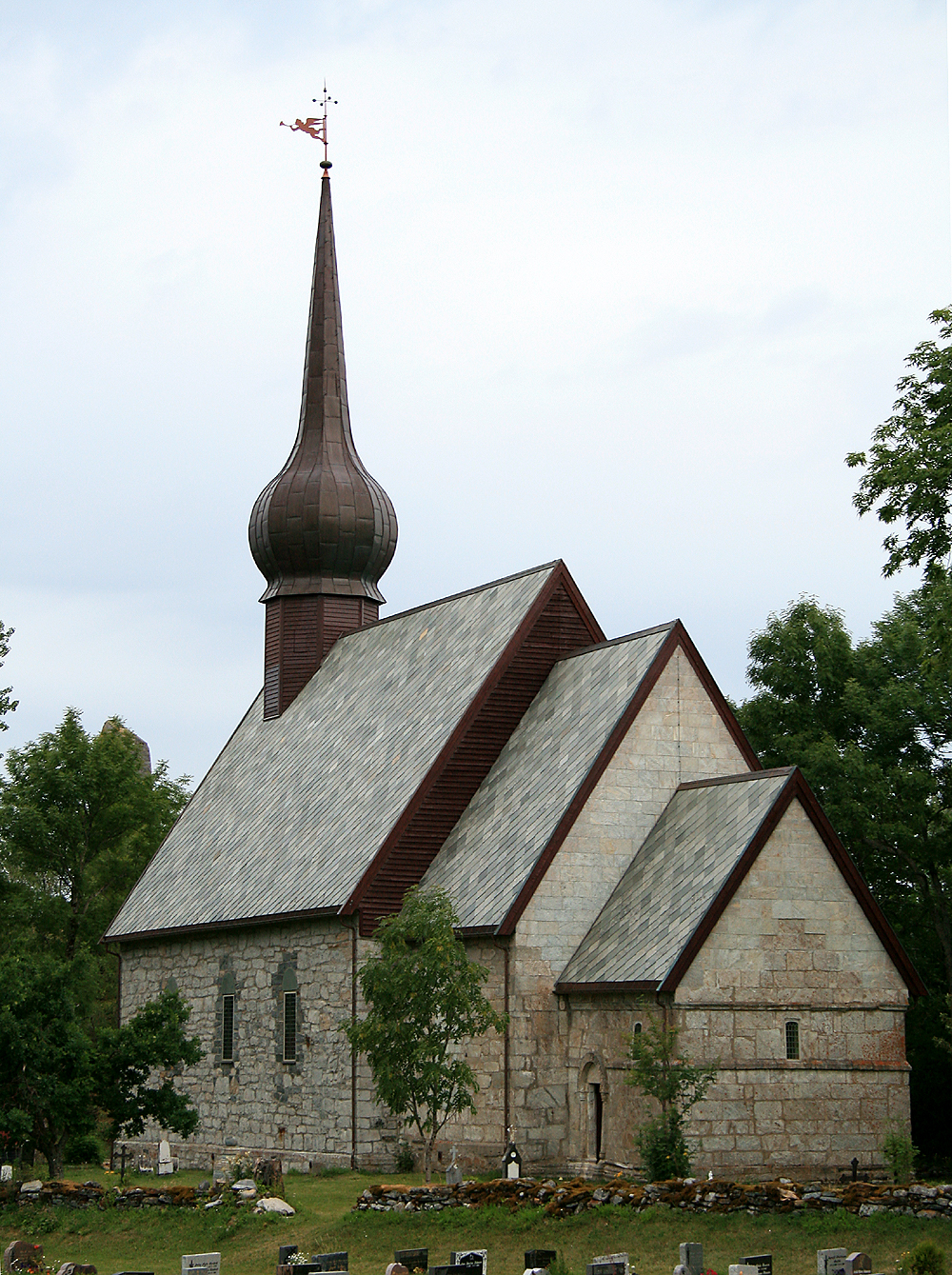
Església d'Alstahaug, una església de pedra del

Les muntanyes més altes es troben a l'interior, on s'hi situa l'Oksskolten, la muntanya més alta al nord de Noruega. Hi ha moltes valls interiors, com Dunderlandsdal, Vefsndalen i Hattfjelldal. El Røssvatnet és el segon llac més gran de Noruega. Hi ha tres grans parcs nacionals a Helgeland: Parc Nacional Saltfjellet-Svartisen (en part), el Parc Nacional Børgefjell (en part), i el Parc Nacional Lomsdal-Visten (creat al maig del 2009).

## Galeria

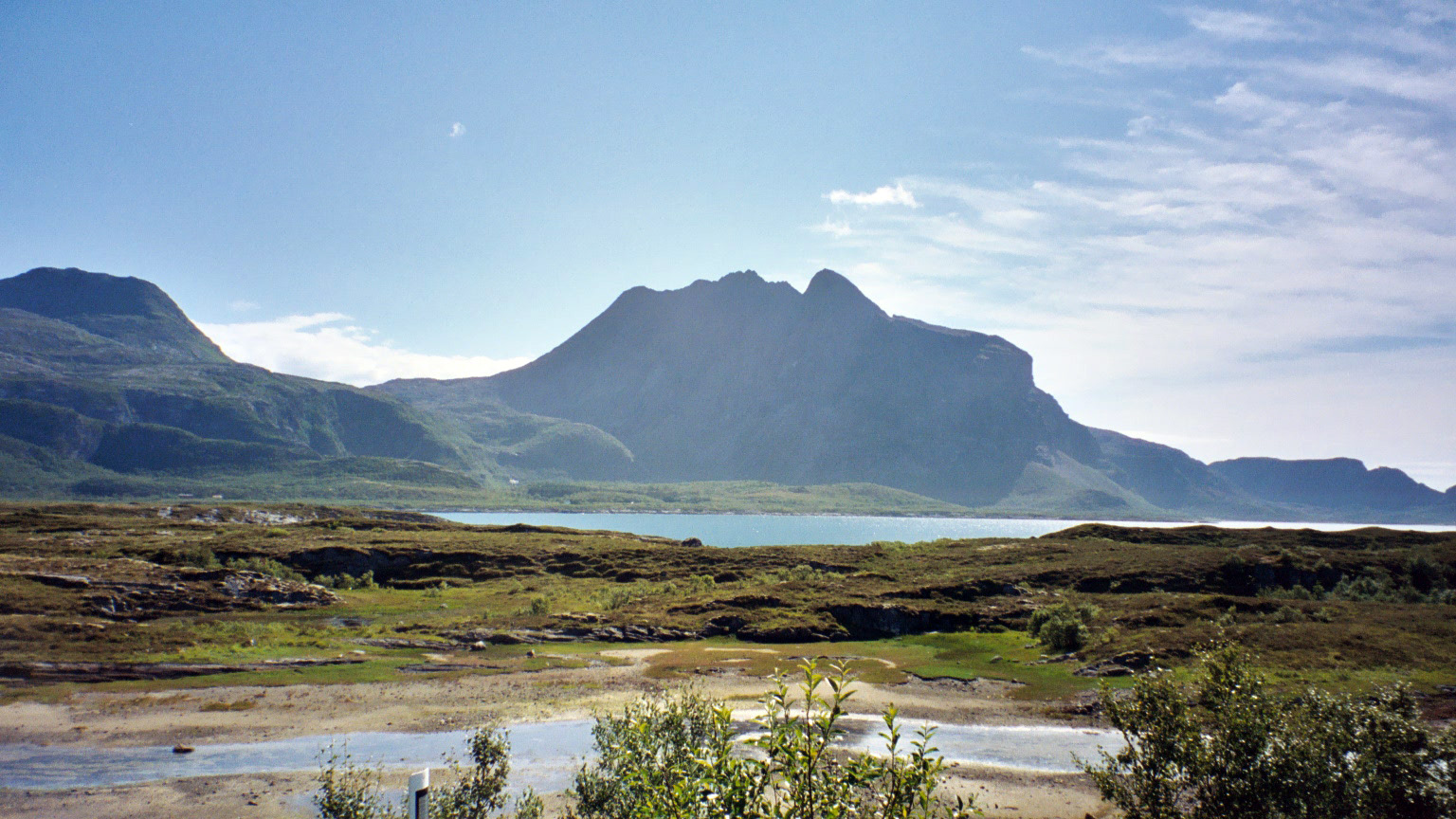
Dønnamannen (l'home de Dønna)
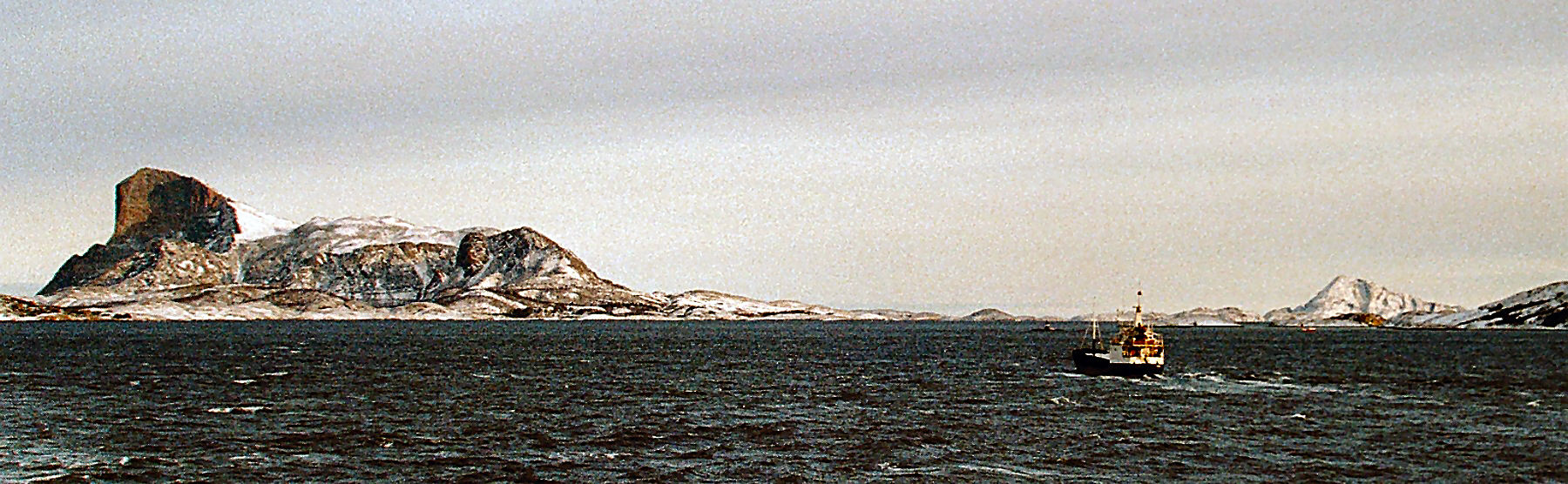
Muntanya de Rødøyløva (el lleó de Rødøy)
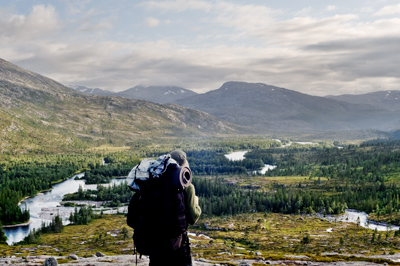
Part del Parc Nacional Lomsdalen-Visten
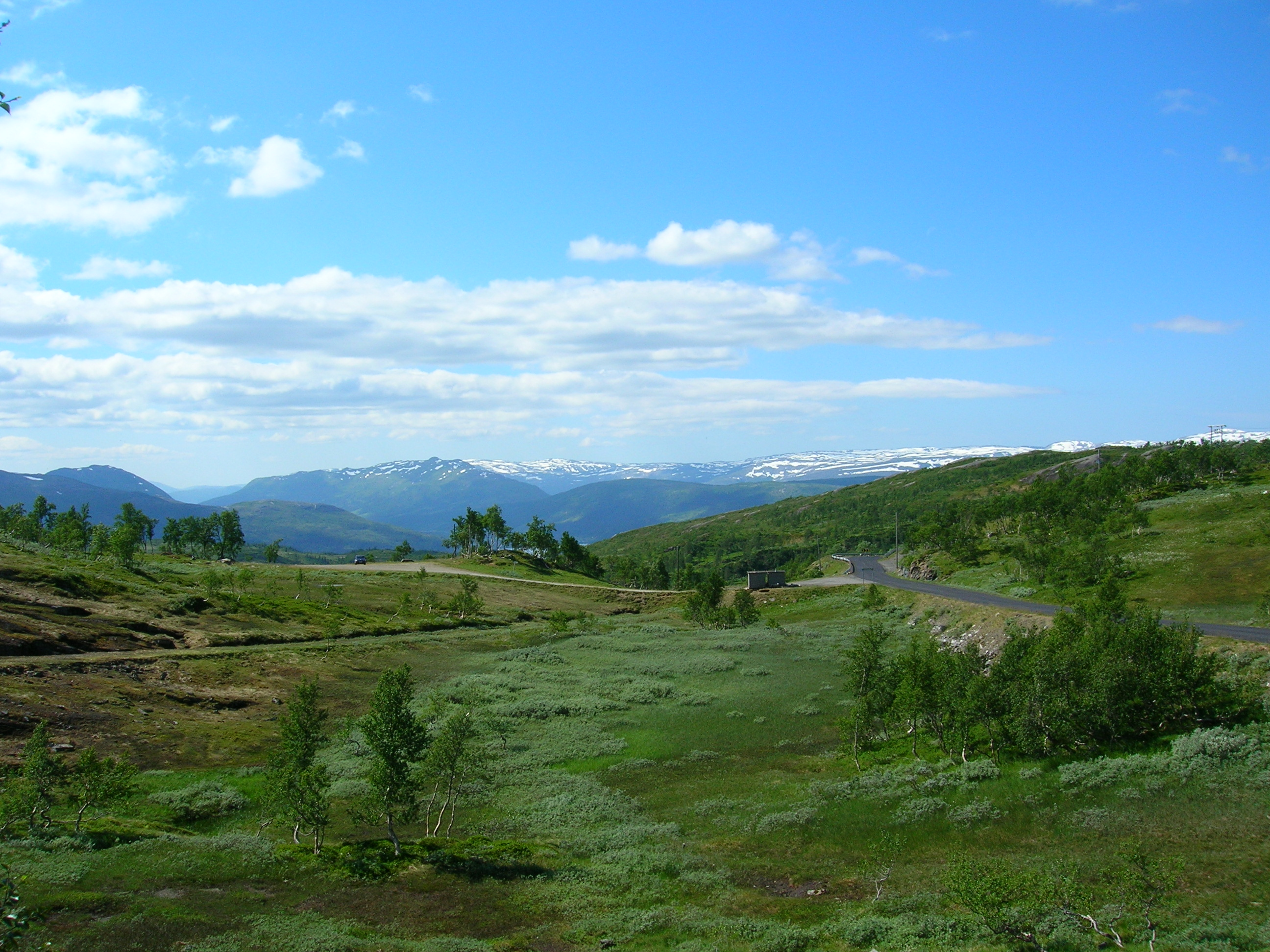
Vista de la muntanya de Korgfjellet, al nord de Mosjøen.
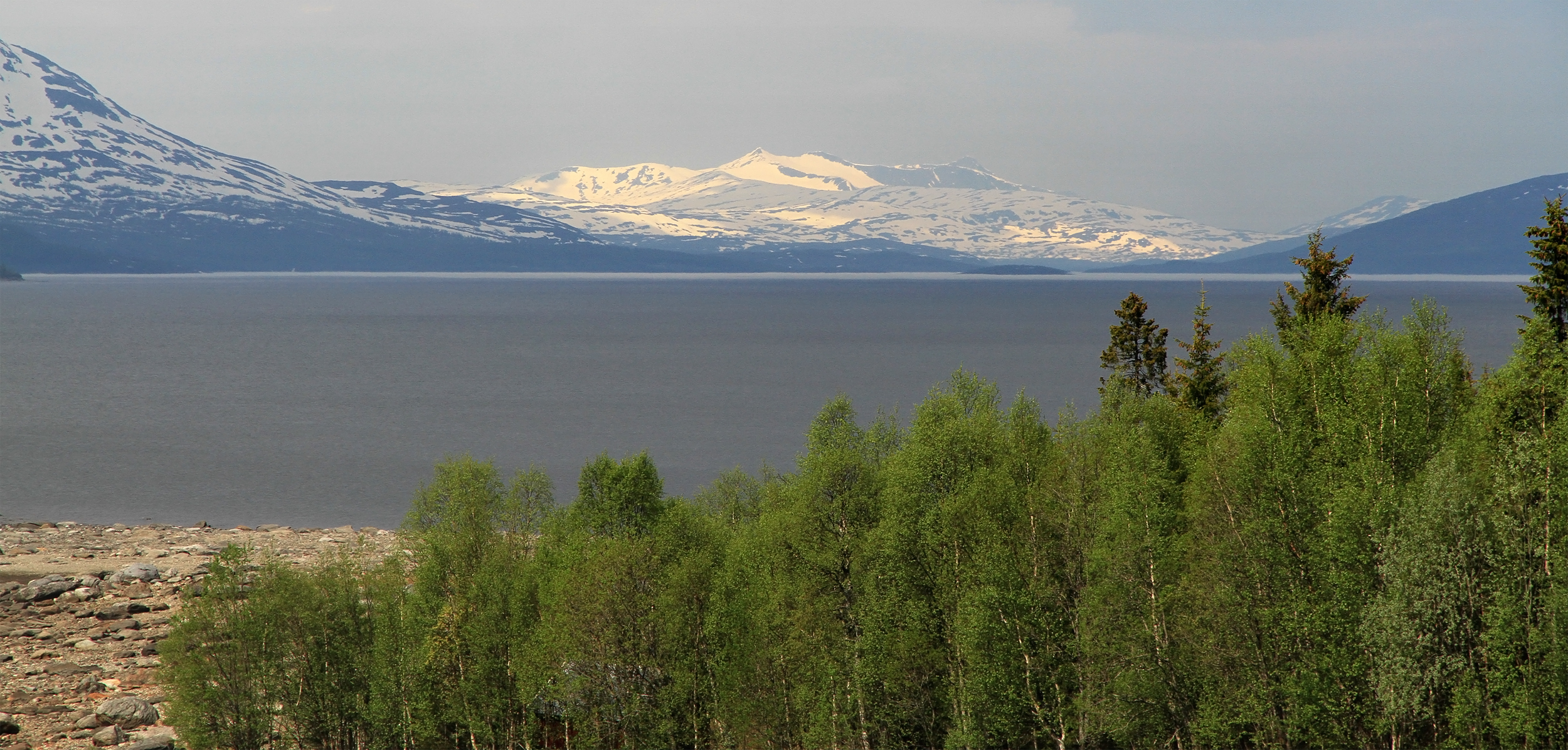
Røssvatnet, el segon llac més gran de Noruega, ubicat a 400 msnm.
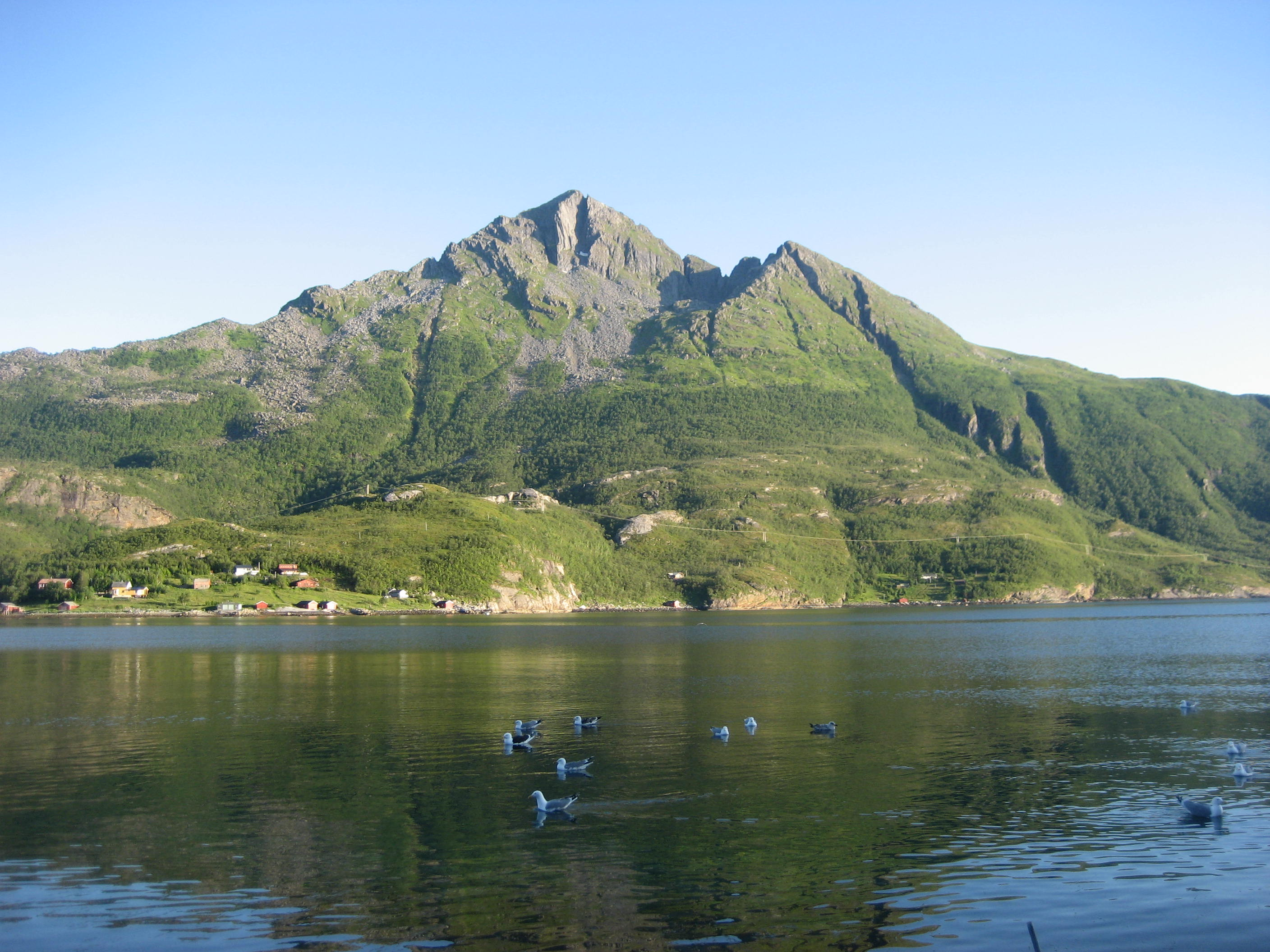
La muntanya d'Okstinden (791 m.) al municipi de Lurøy.